# 홍주 (가수)
홍주(洪周, 본명: 홍주현, 1978년 10월 15일 ~ )은 대한민국의 가수, 뮤지컬 배우이다.
현재 거주지는 경기도 고양시이다.

## 학력
- 서울국악예술고등학교 졸업
- 대구예술대학교 한국음악학과 졸업
- 이화여자대학교 대학원 여성최고지도자과정 수료

## 경력
- 2000년 그룹 '김도균 밴드' 멤버
- 2003년 극단 '피라미스' 대표
- 2010년 대구예술대학교 홍보대사

## 수상
- 2005년 전국 연극제 신인연기상

## 음반
- 2006년 홍주
- 2007년 사랑 그리고...그리움
- 2008년 님아
- 2010년 사랑하는 님아
- 2012년 딱좋아 (With 백승일)
- 2019년 홍주 Special
- 2021년 봉황은 아무곳에서나 둥지를 틀지 않는다